# Porkeri

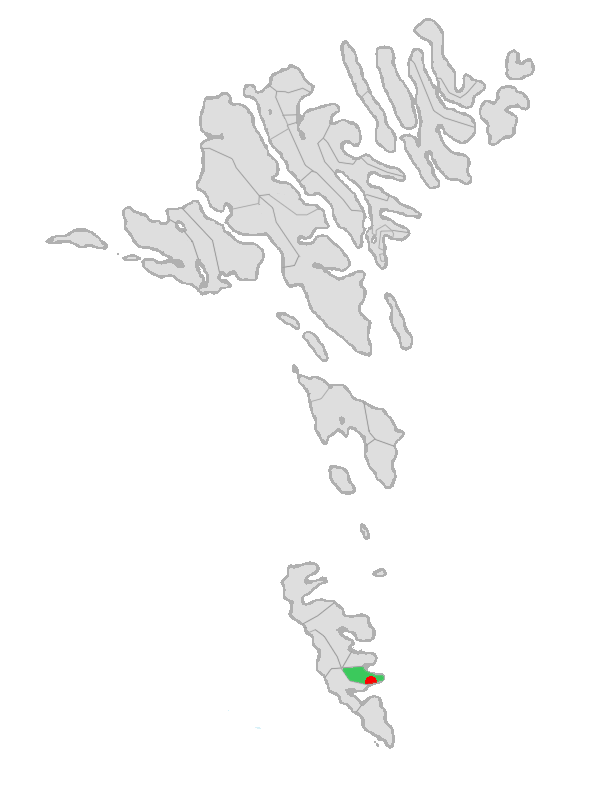
Porkeri na mapie Wysp Owczych

Porkeri – wieś znajdująca się na Wyspach Owczych, w gminie Porkeris, na wyspie Suðuroy. Liczba ludności wynosi obecnie (I 2015 r.) 302 osoby. Kod pocztowy miasta Porkeri to FO-950.

## Historia
Porkeri jest zamieszkane od początków XIV wieku.

## Demografia
Według danych Urzędu Statystycznego (I 2015 r.) jest 32. co do wielkości miejscowością Wysp Owczych.